# Брисбенский ботанический сад

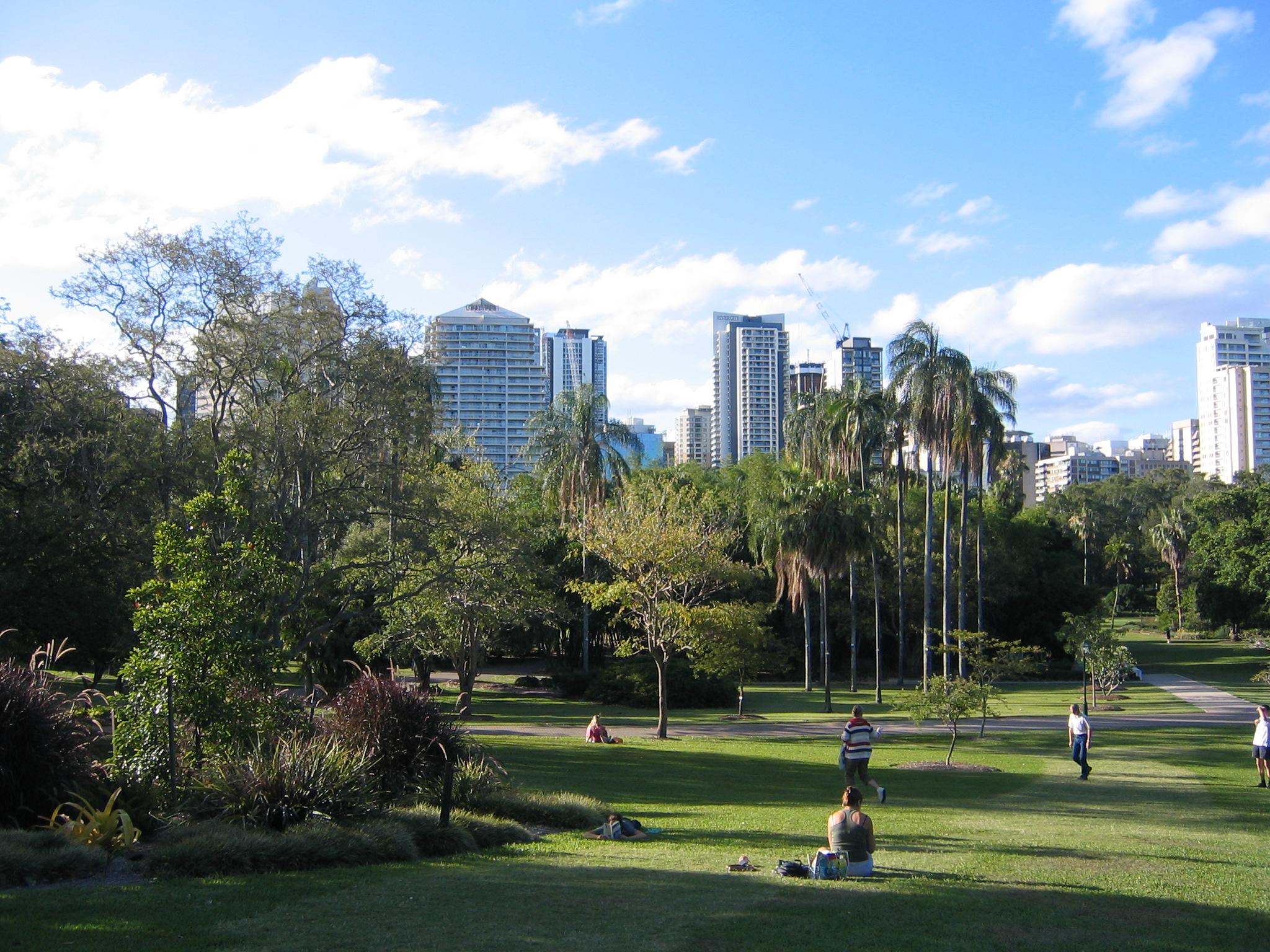
В ботаническом саду

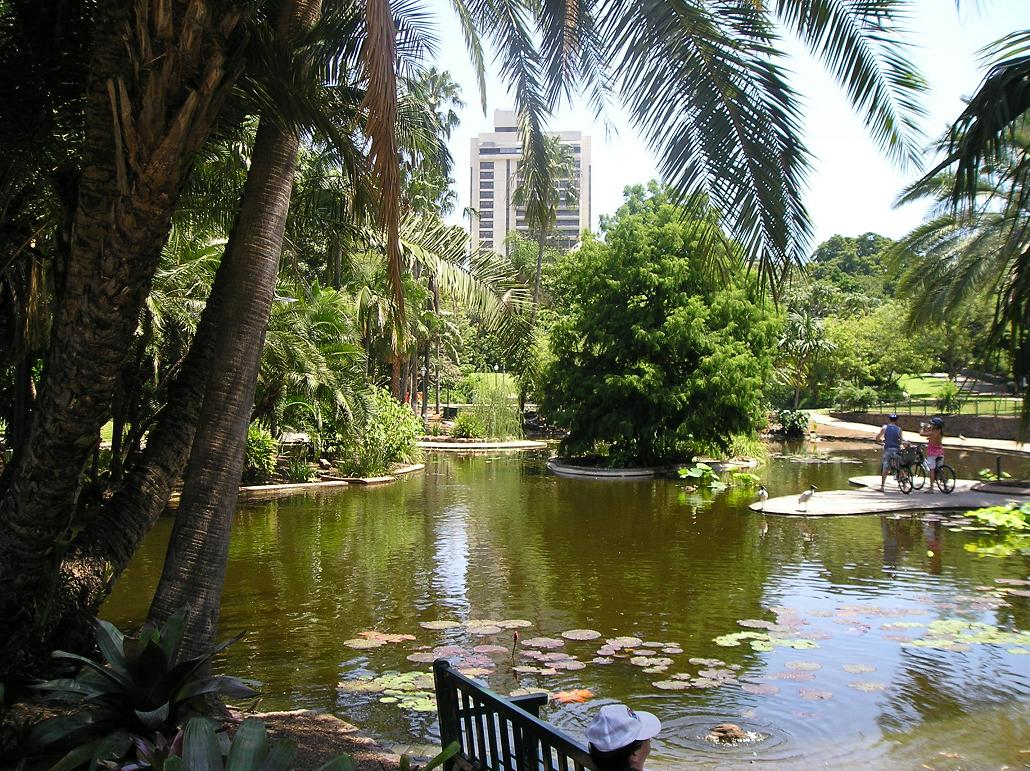
Пруд

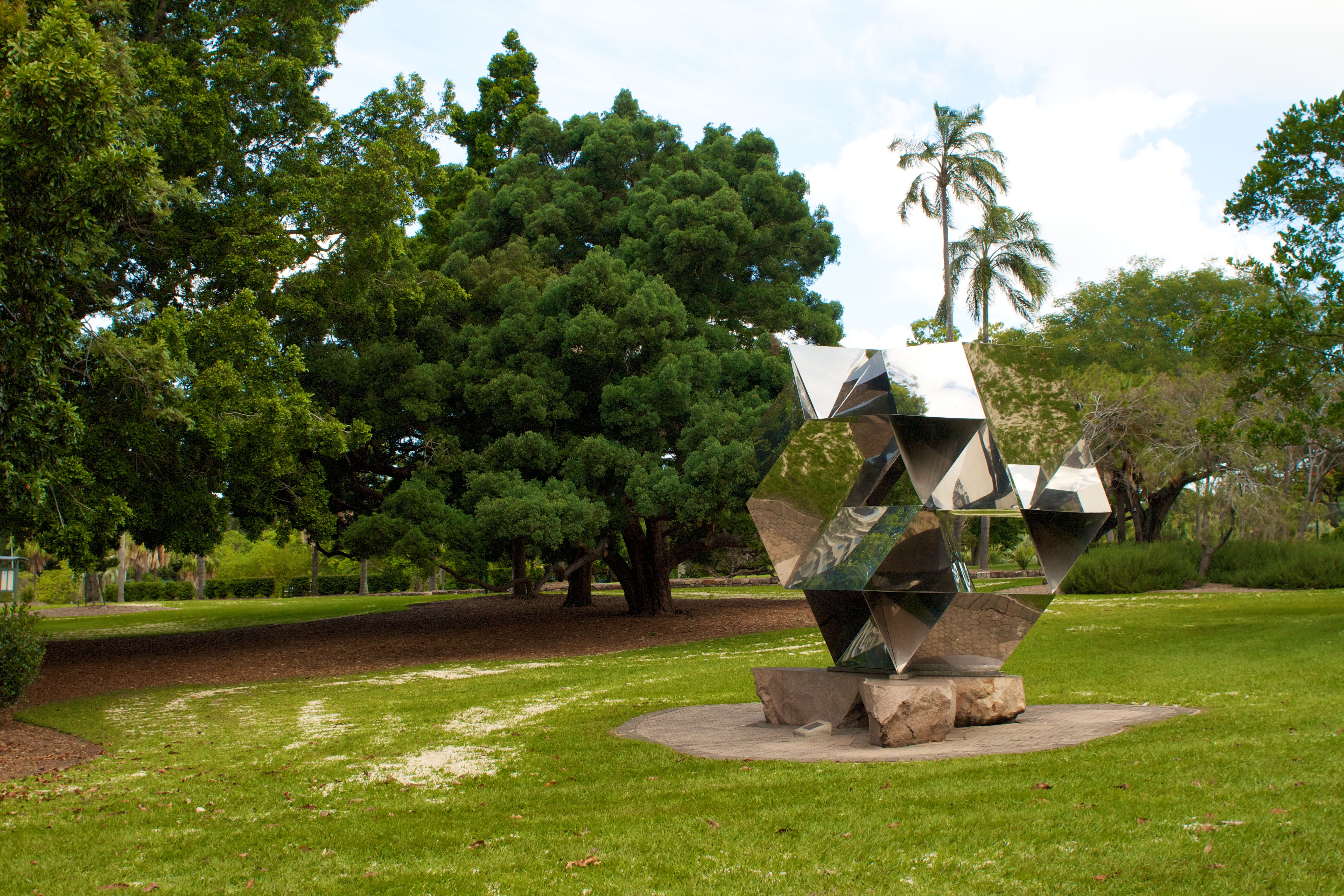
Скульптура «Утренняя звезда»

Городской ботанический сад (англ. City Botanic Gardens, ранее Ботанический сад Брисбена англ. Brisbane Botanic Gardens) — ботанический сад в городе Брисбен (штат Квинсленд, Австралия). Расположен в центре города на северном берегу реки Брисбен.
В ботаническом саду растёт много редких и необычных ботанических видов. В том числе, сад имеет коллекцию саговников, пальм, бамбука и фикусов (в том числе инжира).

## История
В 1825 году здесь были посажены продовольственные культуры, чтобы кормить колонию. В 1828 году, через три года после создания европейского поселения на соседнем Северном берегу, Чарльз Фрейзер, ботаник колонии Новый Южный Уэльс, создал на этом месте сквер.
В 1855 году часть земли была объявлена «ботаническим заказником», и Уолтер Хилл был назначен на должность куратора, которую он занимал до 1881 года. Некоторые из старых деревьев, которые были посажены Хиллом, были первыми растениями этого вида, посаженными в Австралии в ходе экспериментов по акклиматизации растений. Эксперименты имели практический результат. Растения, которые имели потенциальную коммерческую ценность, были испытаны в саду, во-первых, чтобы увидеть, будут ли они жизнеспособными, а во-вторых, чтобы определить, что им нужно для роста и прибыль можно из этого извлечь. Хиллом были посажены манго, папайя, имбирь, тамаринд, красное дерево, а также табак, сахарный тростник, виноградные лозы, пшеница, тропические фрукты, чай, кофейное дерево и специи. Хилл также посадил аллею Араукарии Бидвилла и Araucaria columnaris.
В апреле 1862 года в ботаническом саду был произведён первый сахарный песок Квинсленда. Ряд инжира был посажен в 1870 году.
Из-за близости к реке ботанический сад был затоплен девять раз между 1870 и 2011 годами. В связи с этим городским советом Брисбена создан новый ботанический сад на горе Кут-Тха.
В ботаническом саду более 100 лет жила черепаха Гариетта, найденная Чарльзом Дарвином во время его визита на Галапагосские острова в 1835 году, которую в 1860 году подарил саду Джон Викем, бывший капитан корабля Бигль.

## Галерея

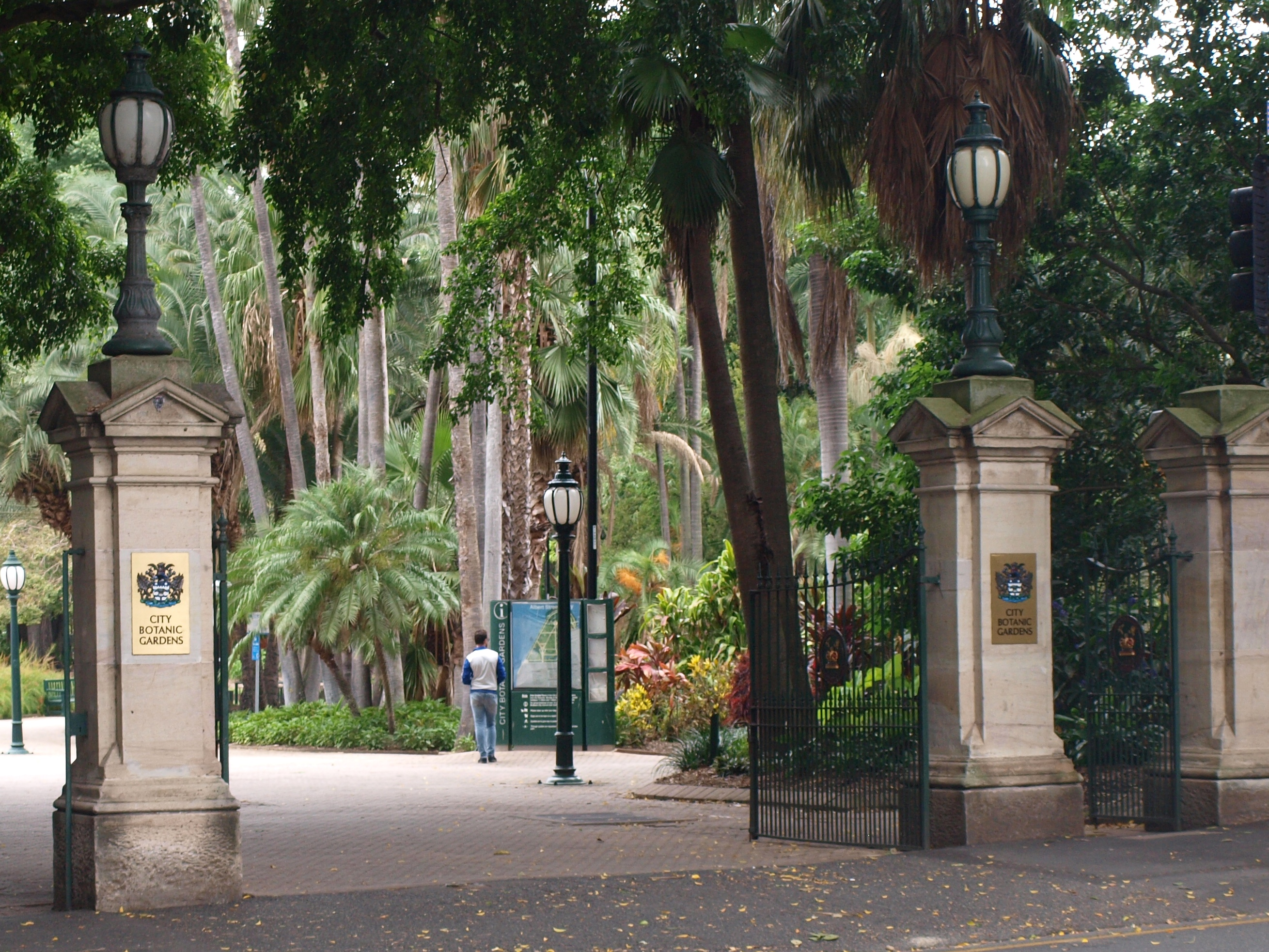
Вход в ботанический сад
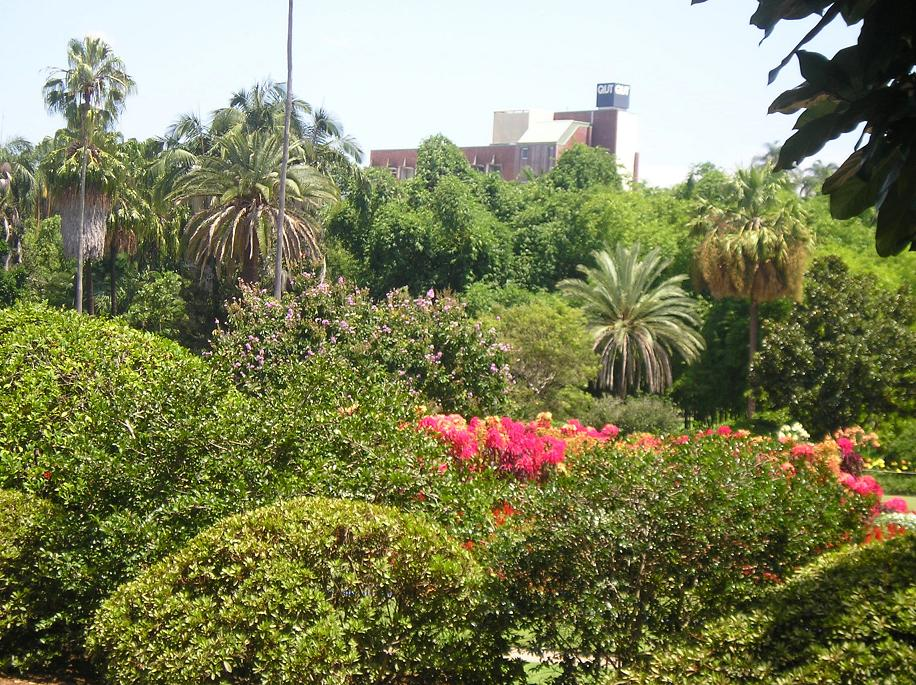
Городской ботанический сад
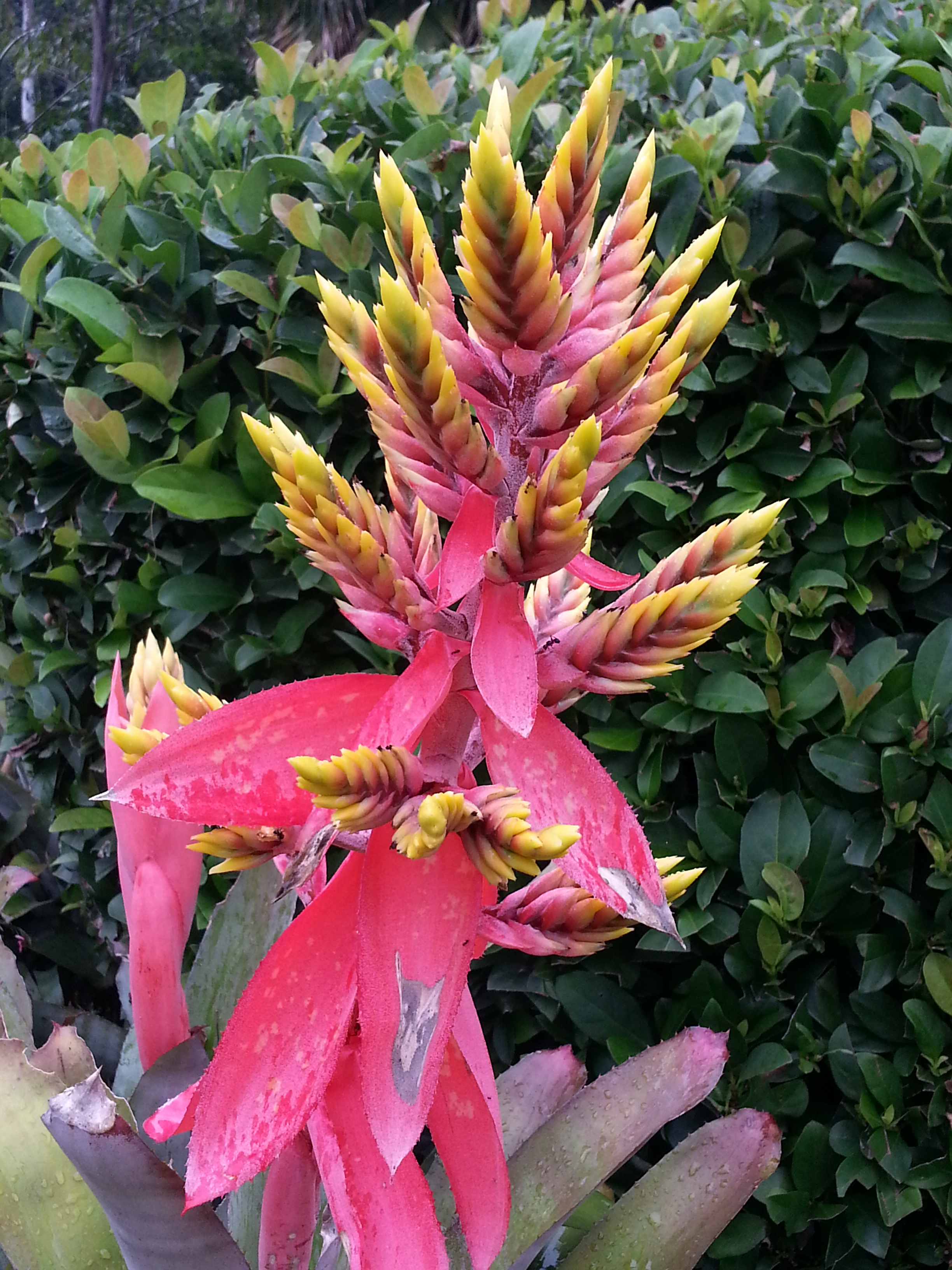
Эхмея гибрид Little Harv
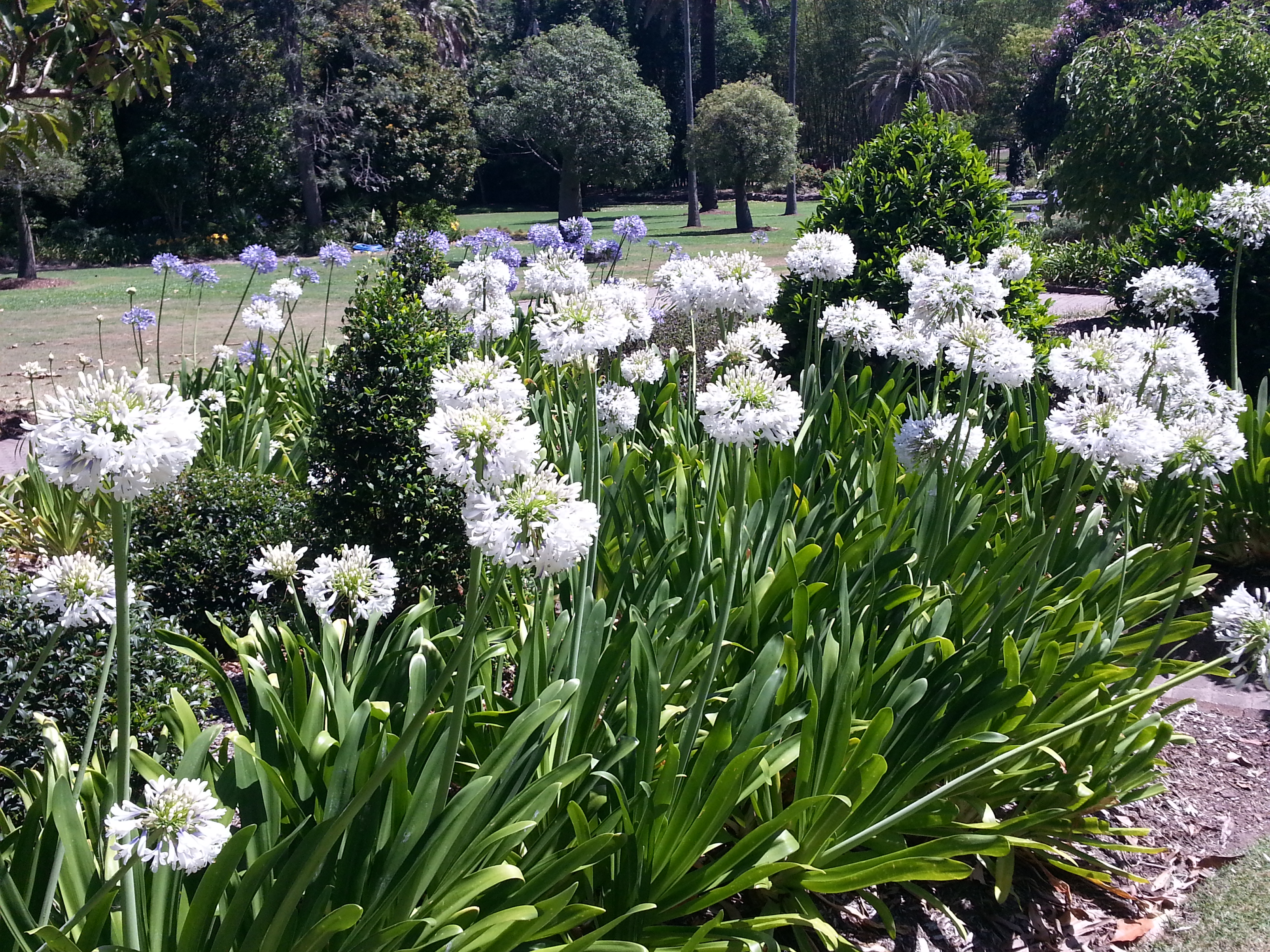
Agapanthus Praecox
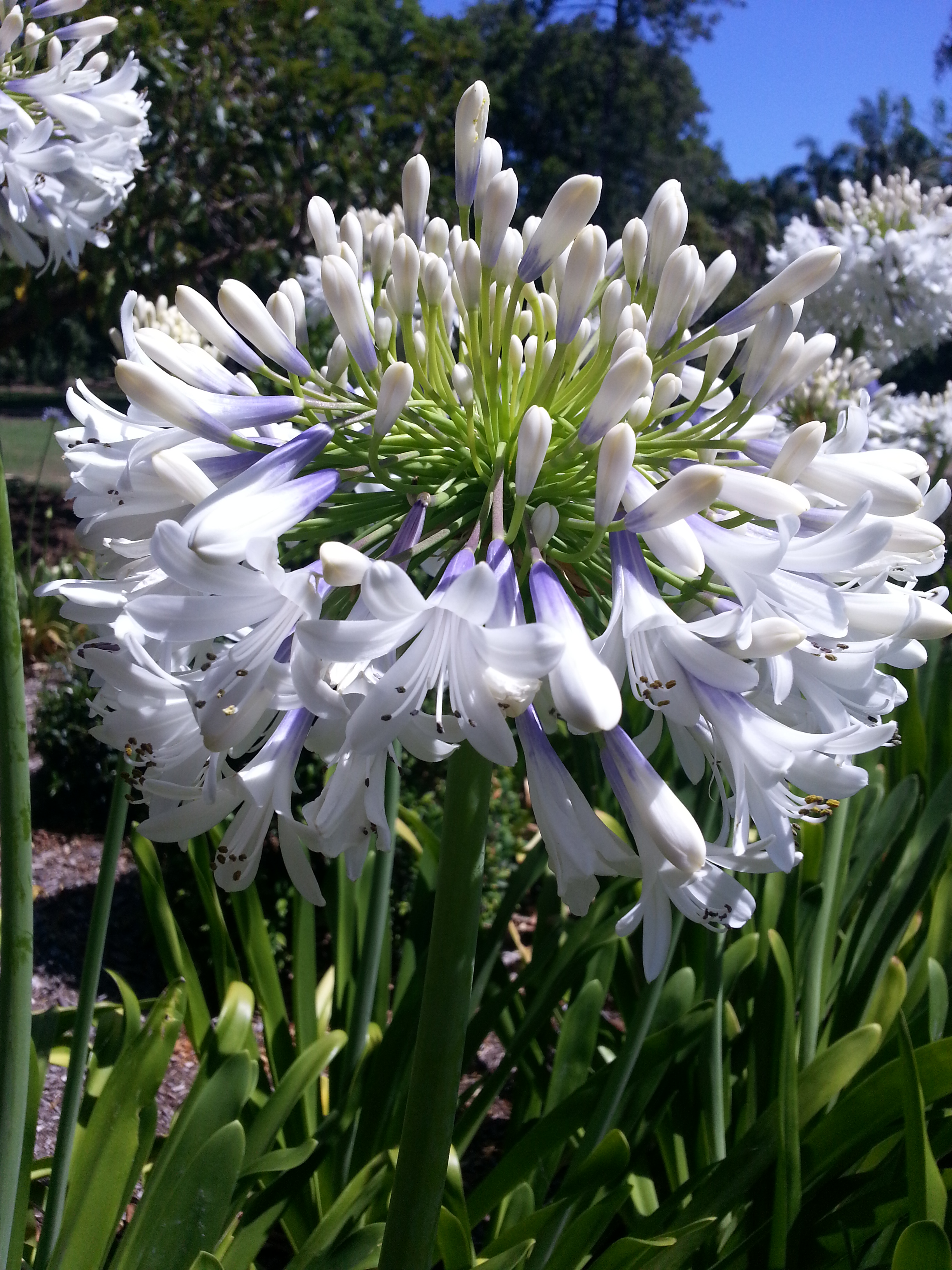
Agapanthus Praecox
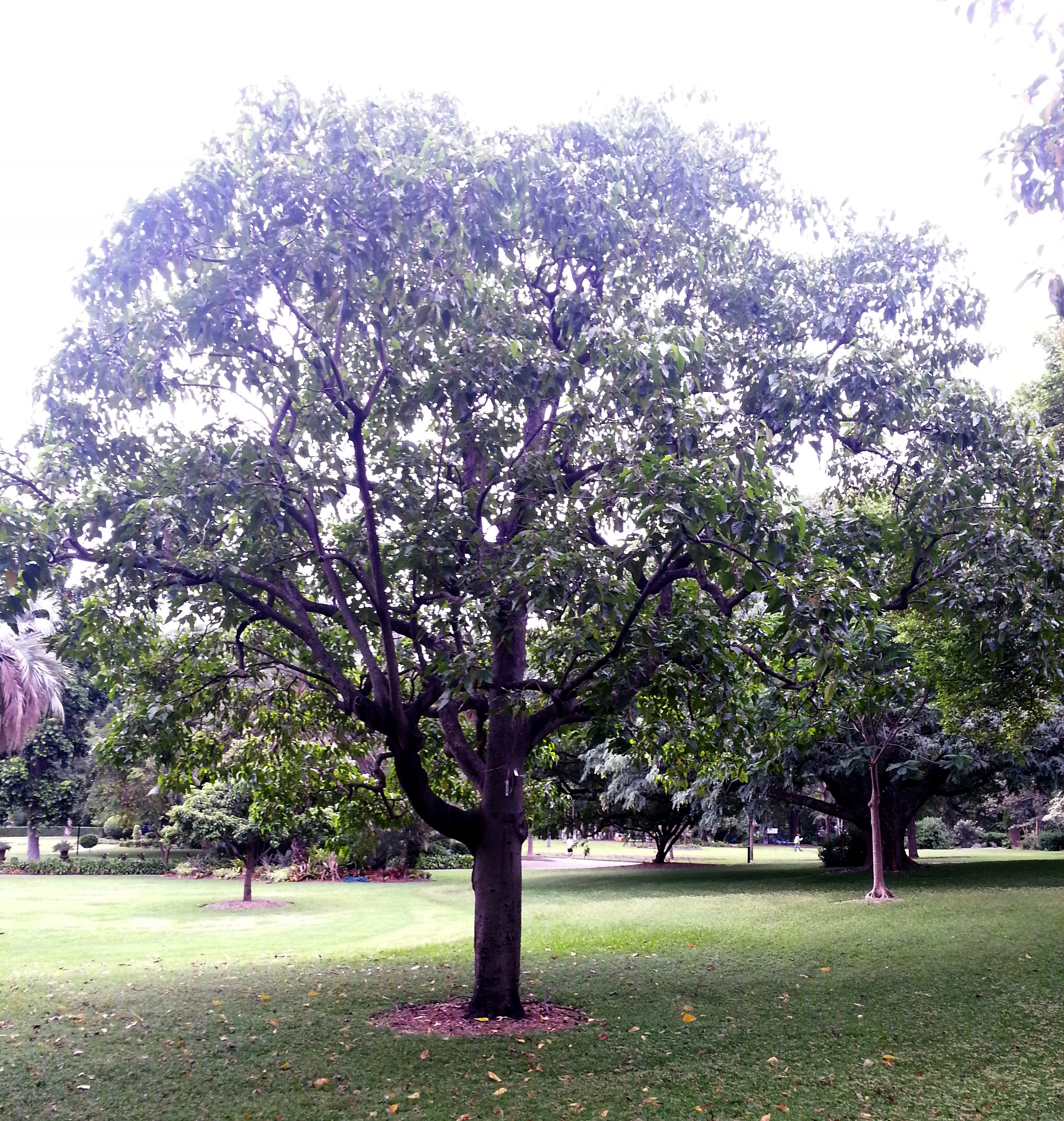
Aleurites moluccana
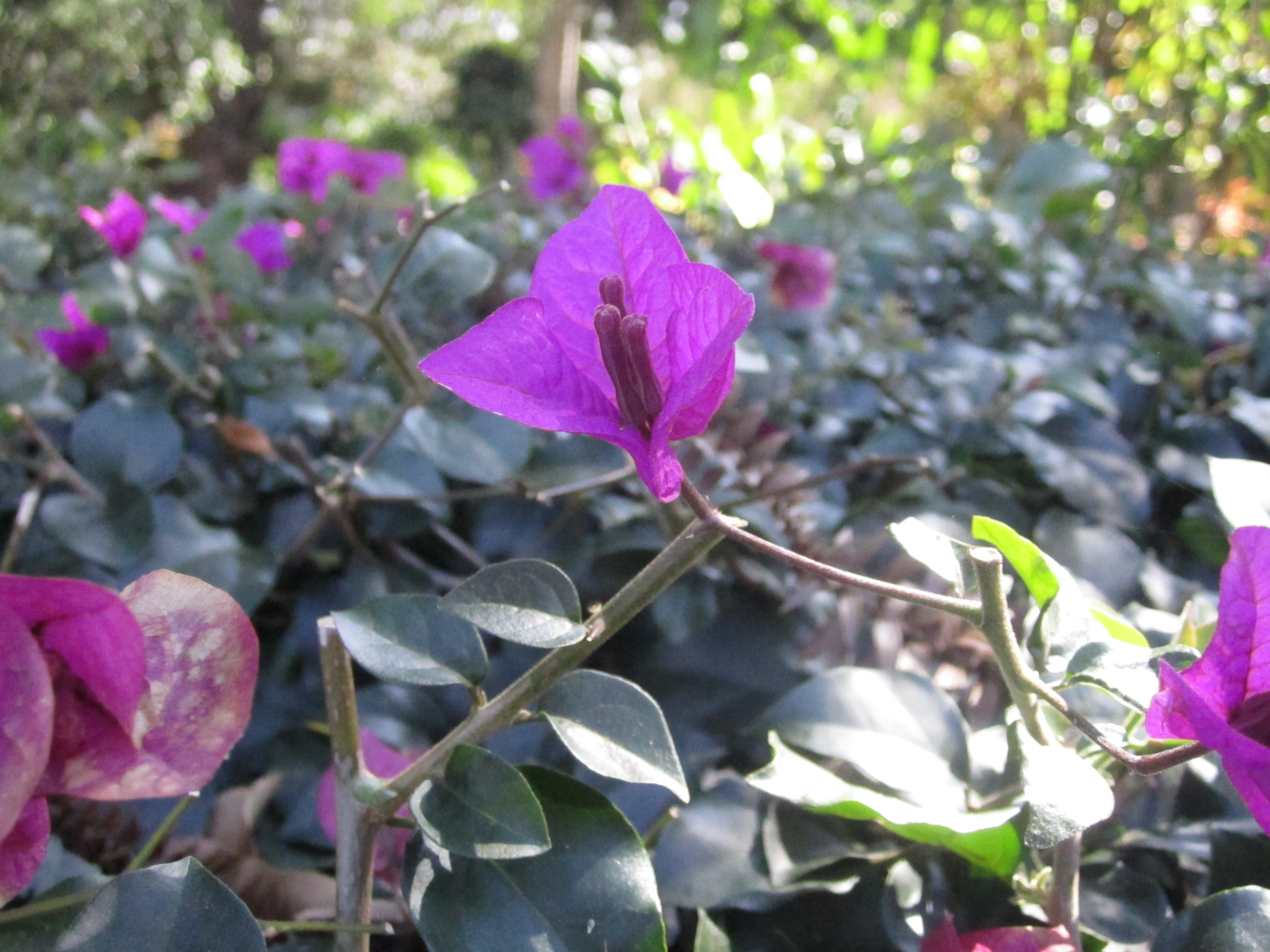
Бугенвиллия
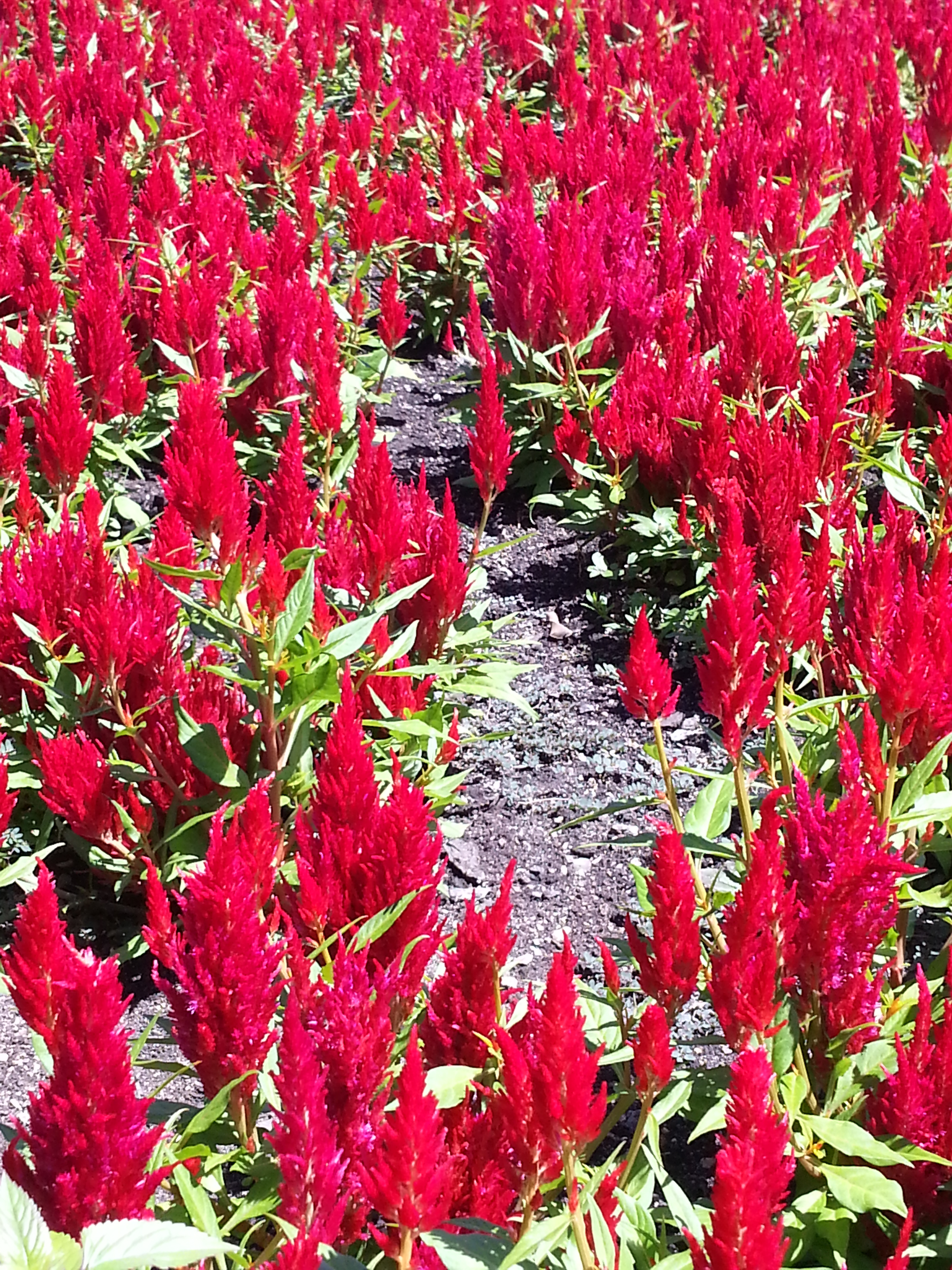
Celosia Plumosa
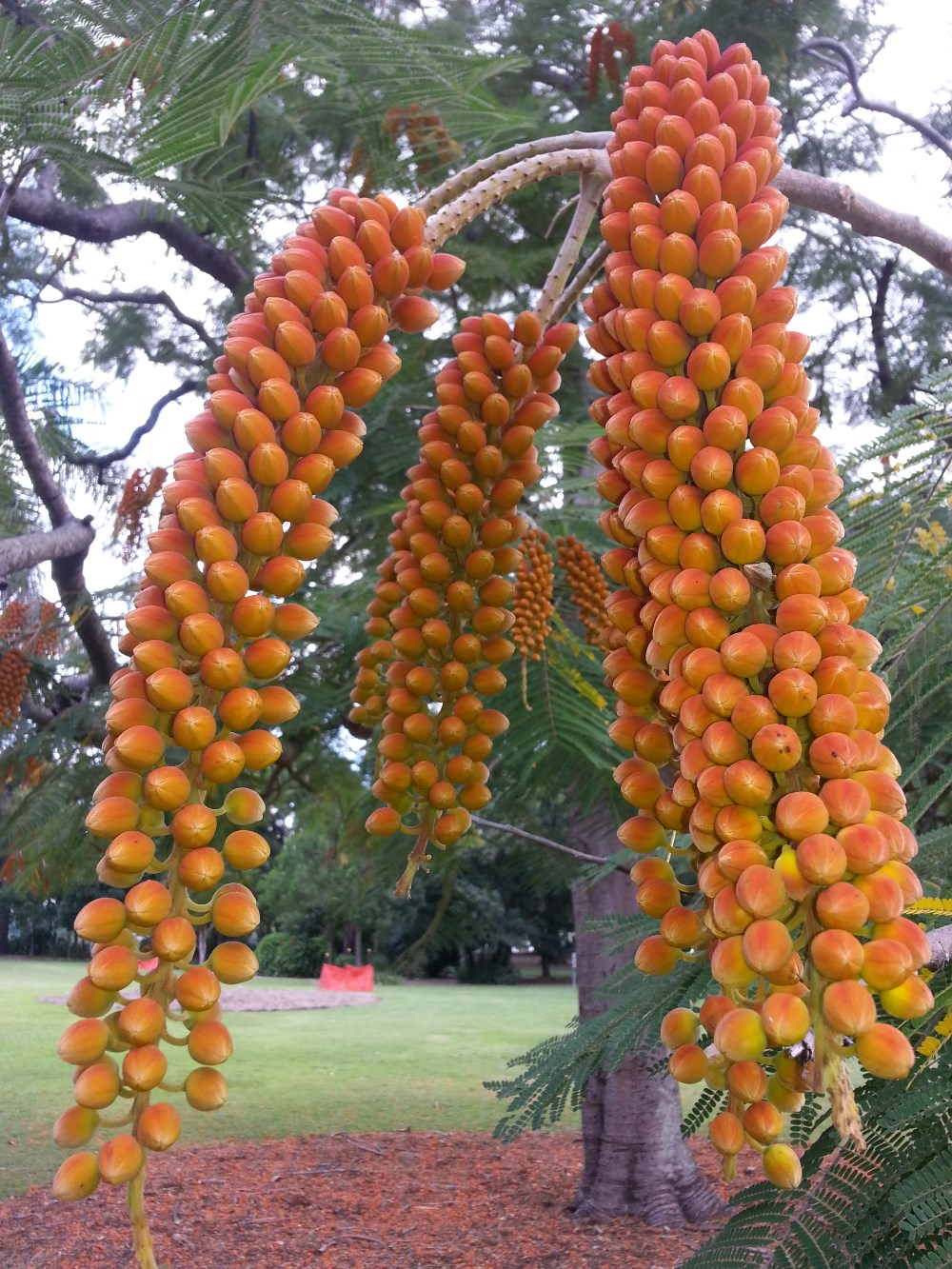
Colvillea racemosa
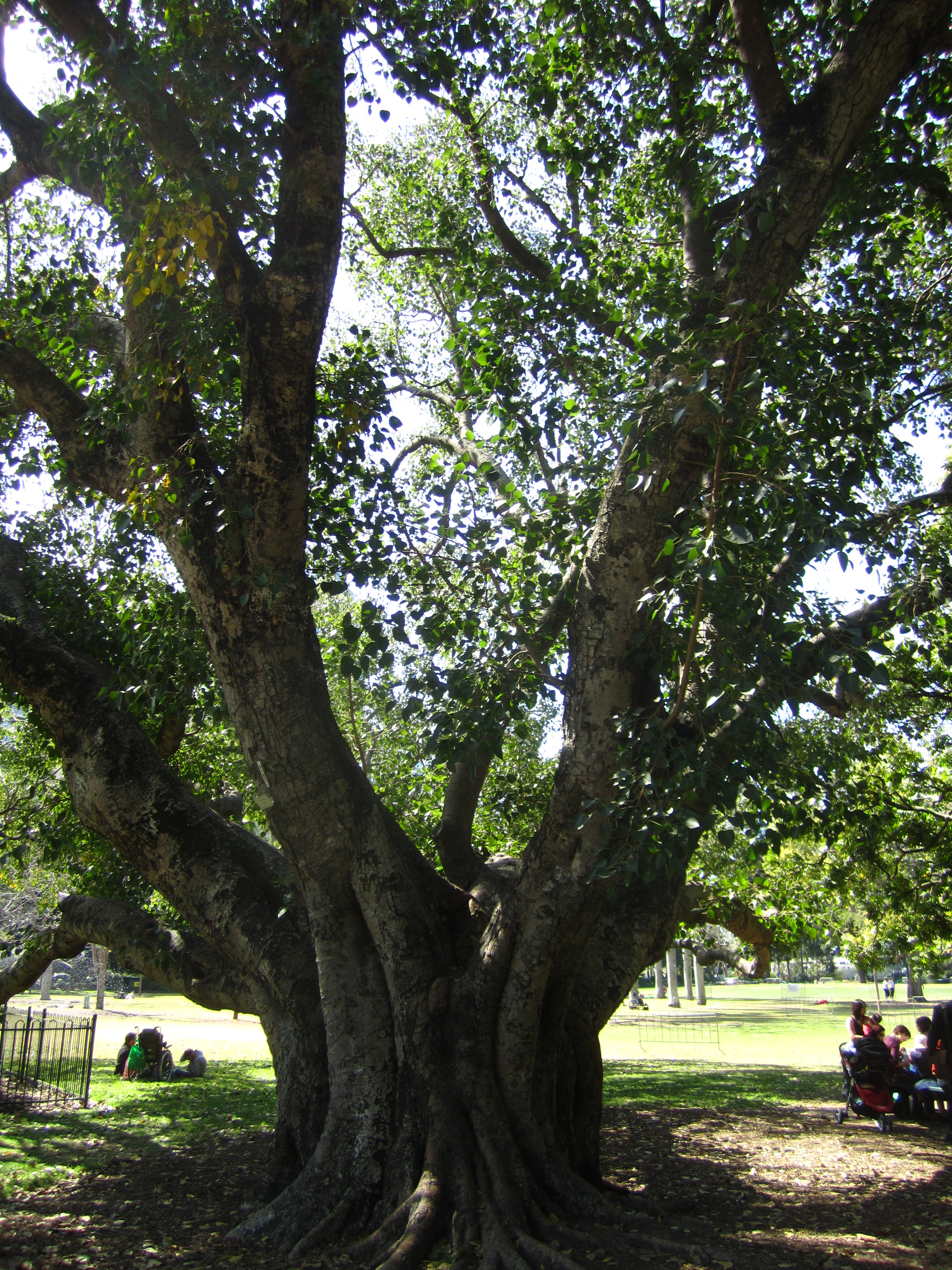
«священный фикус»
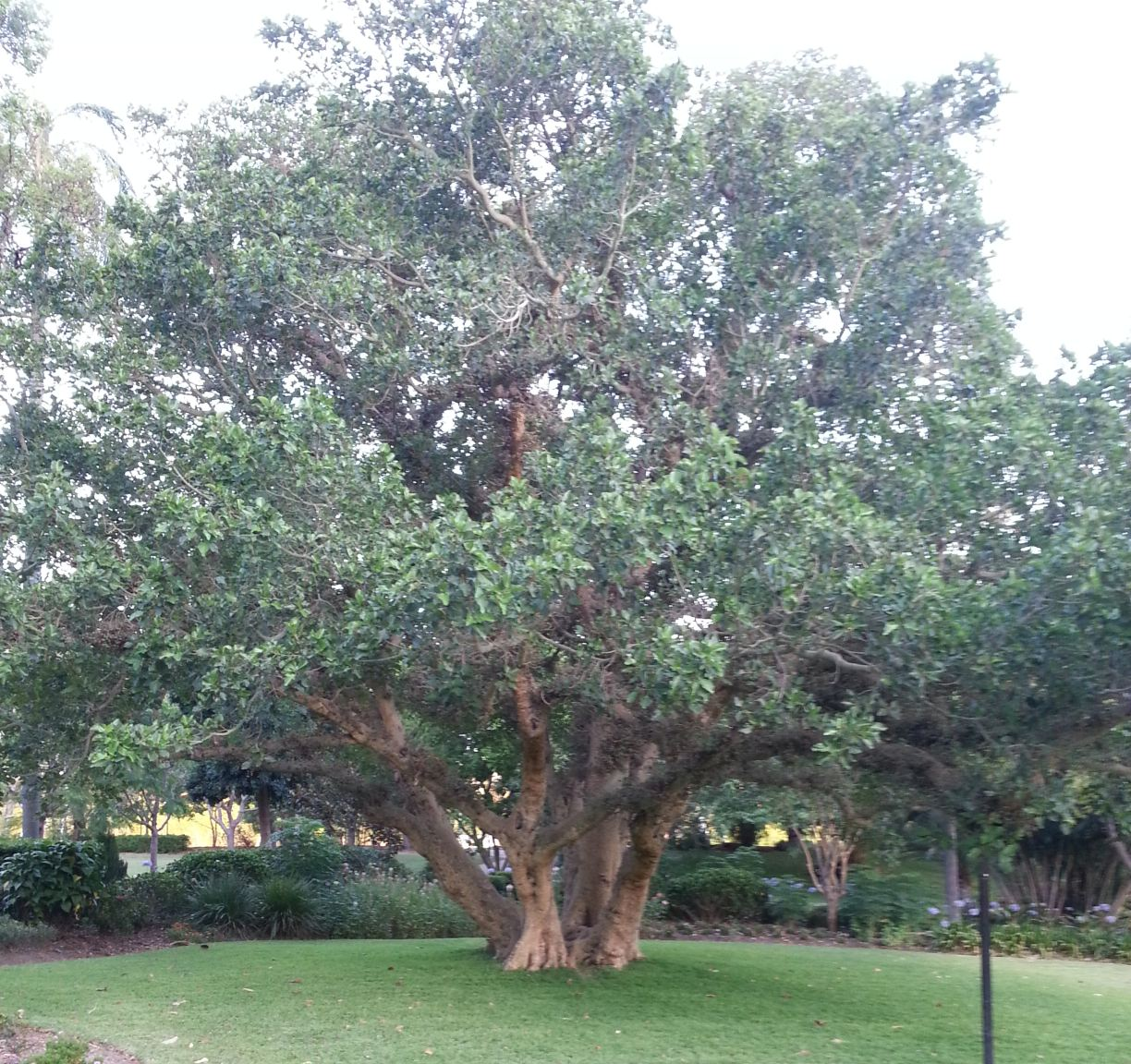
Ficus Sycomorus
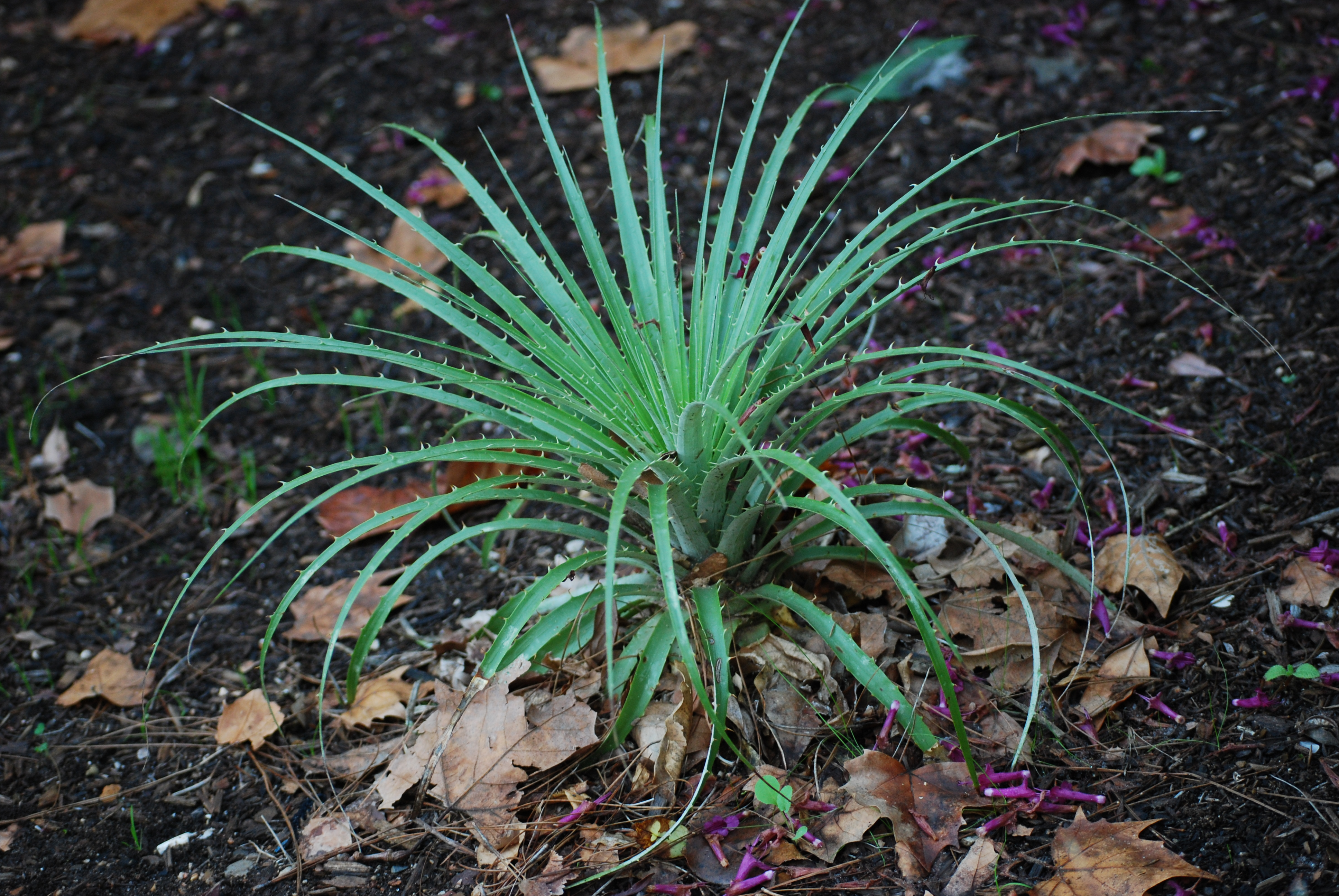
Puya alpestris
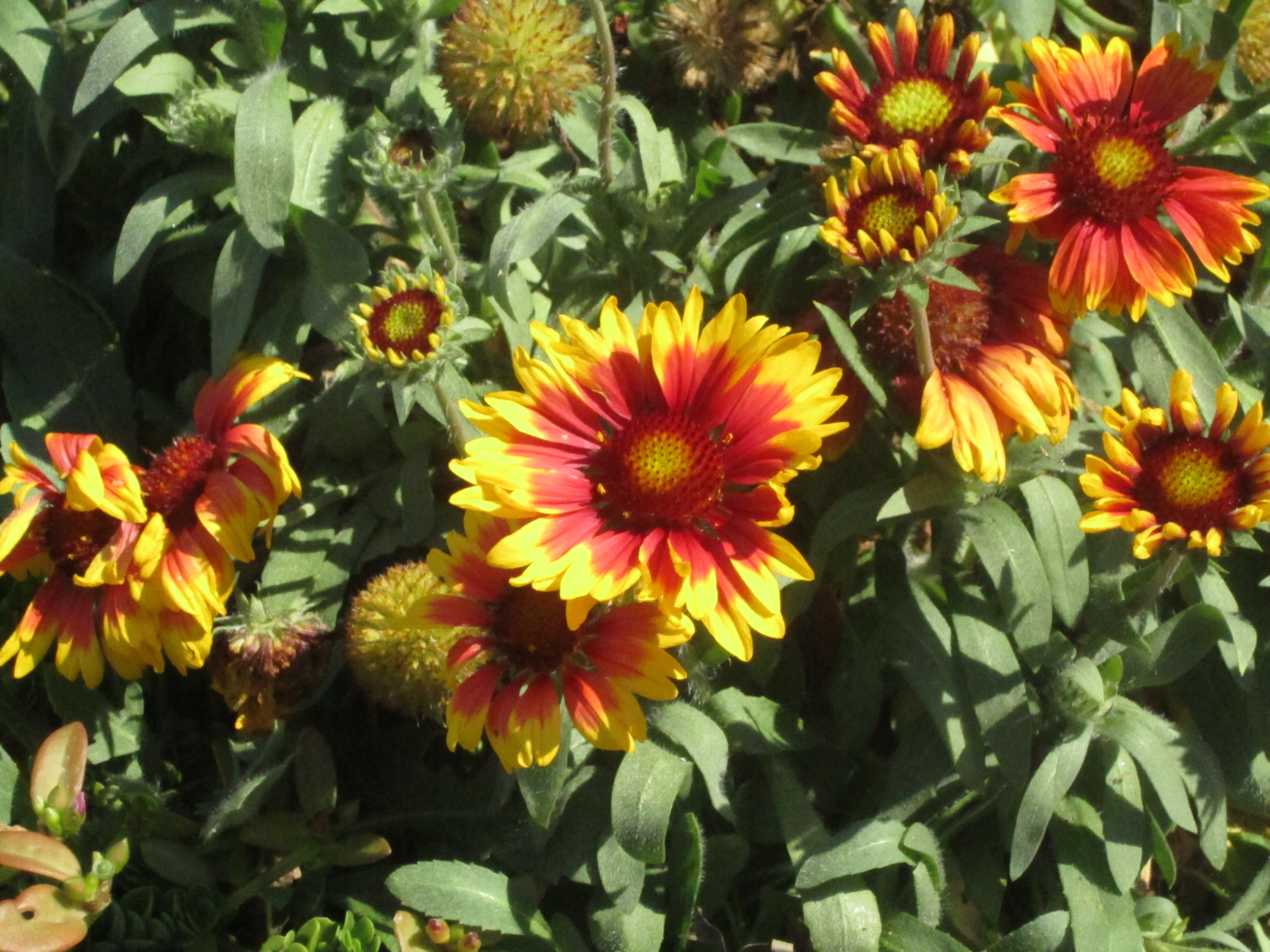
Цветы
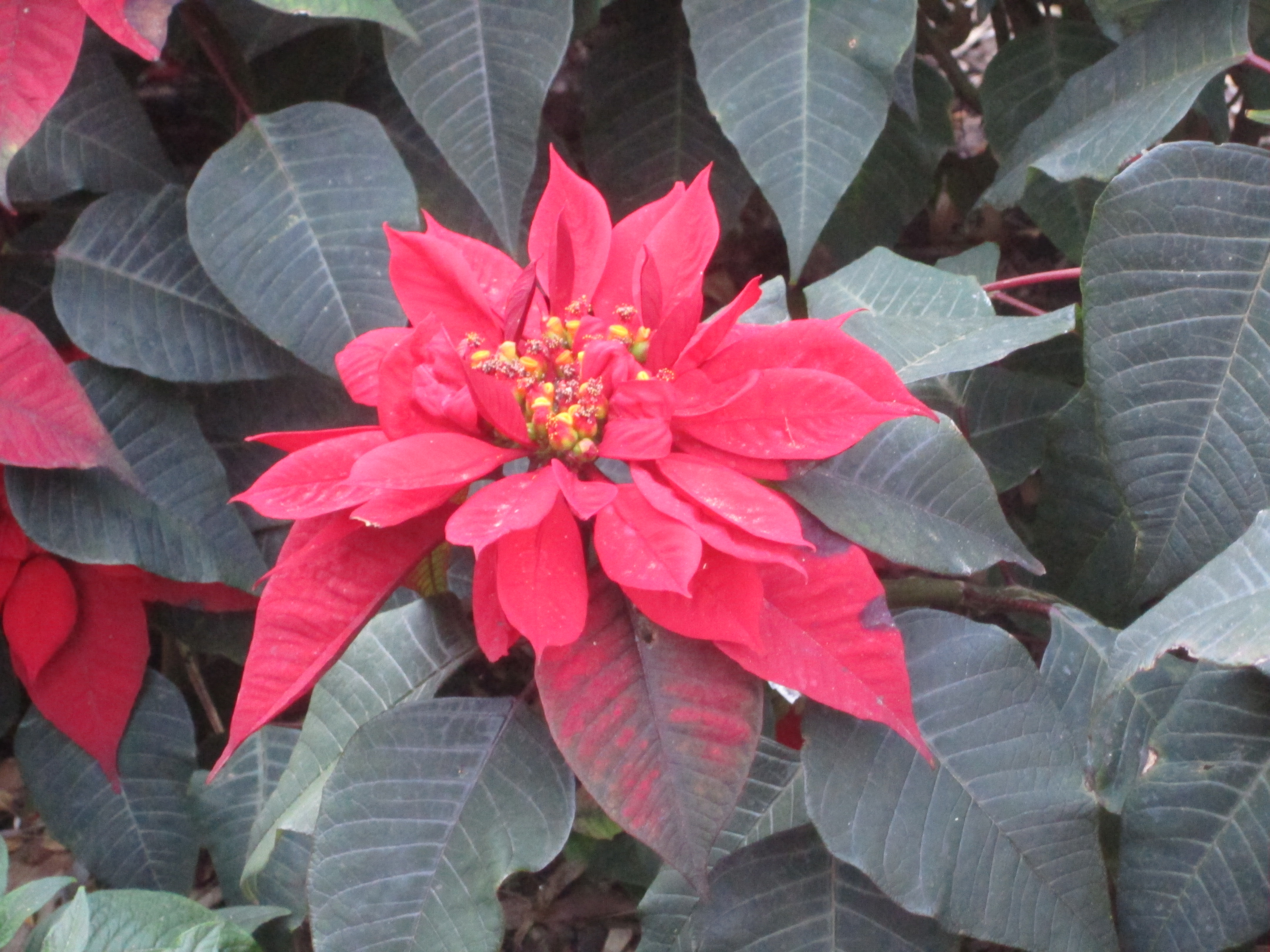
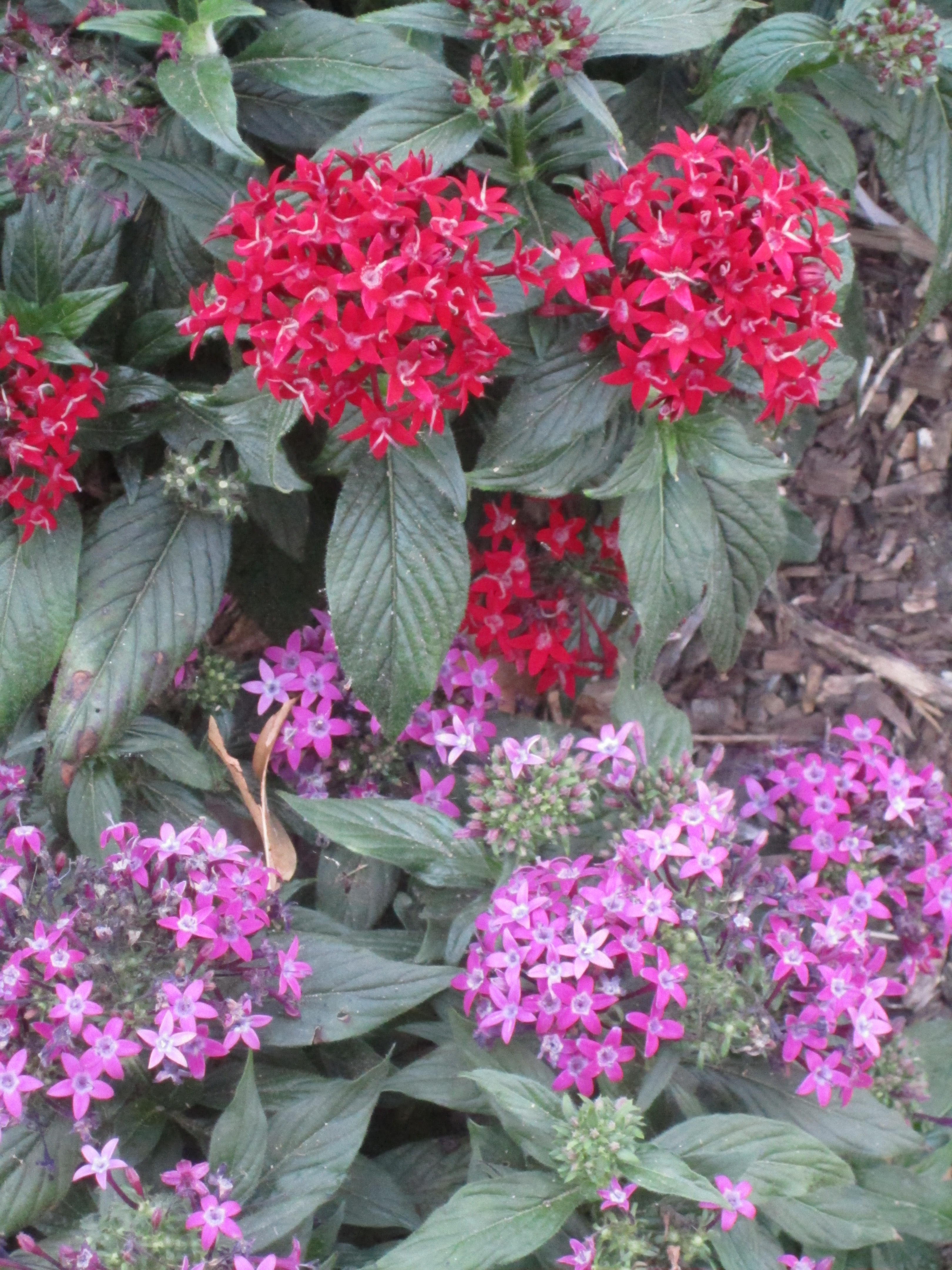
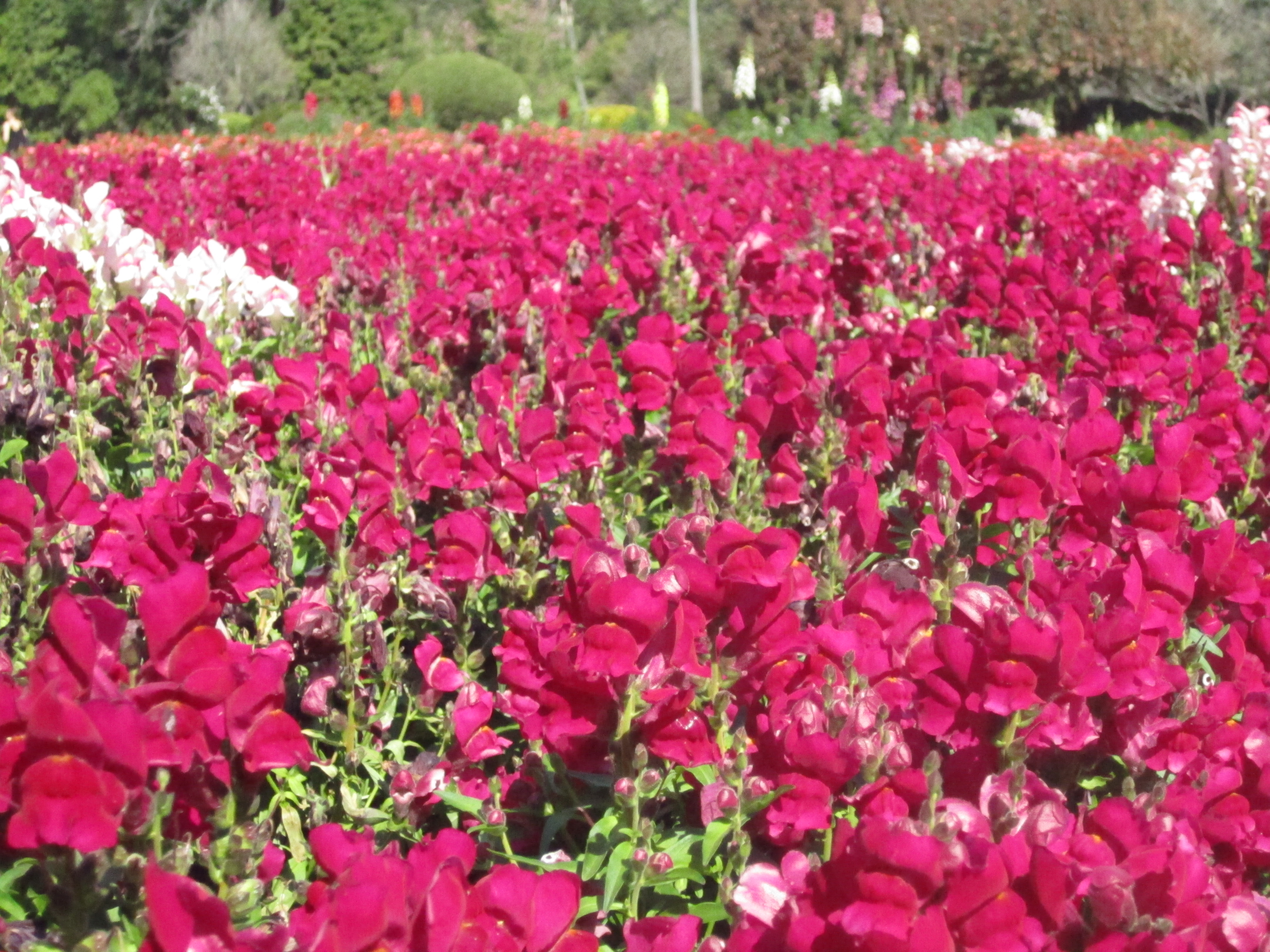
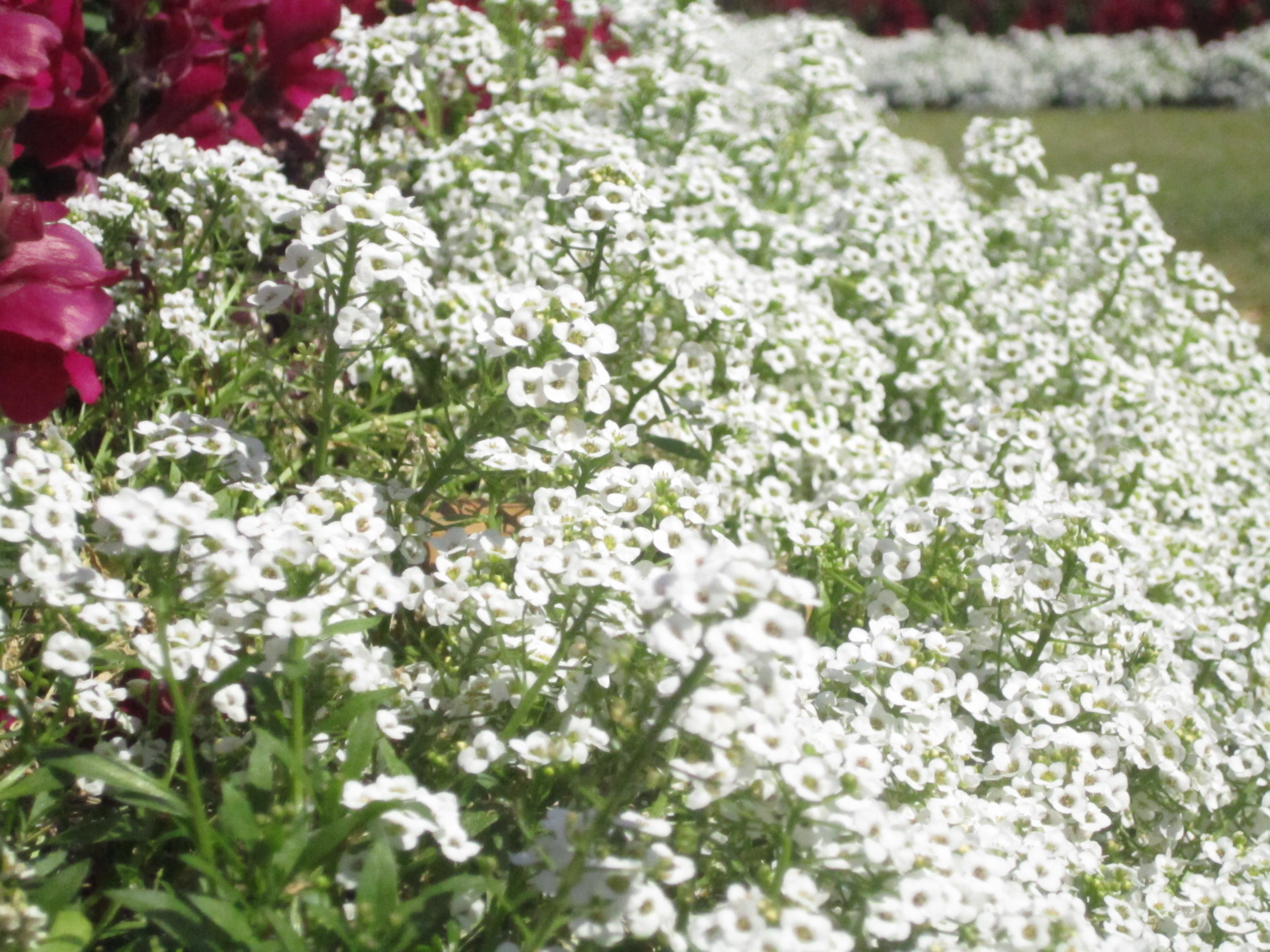
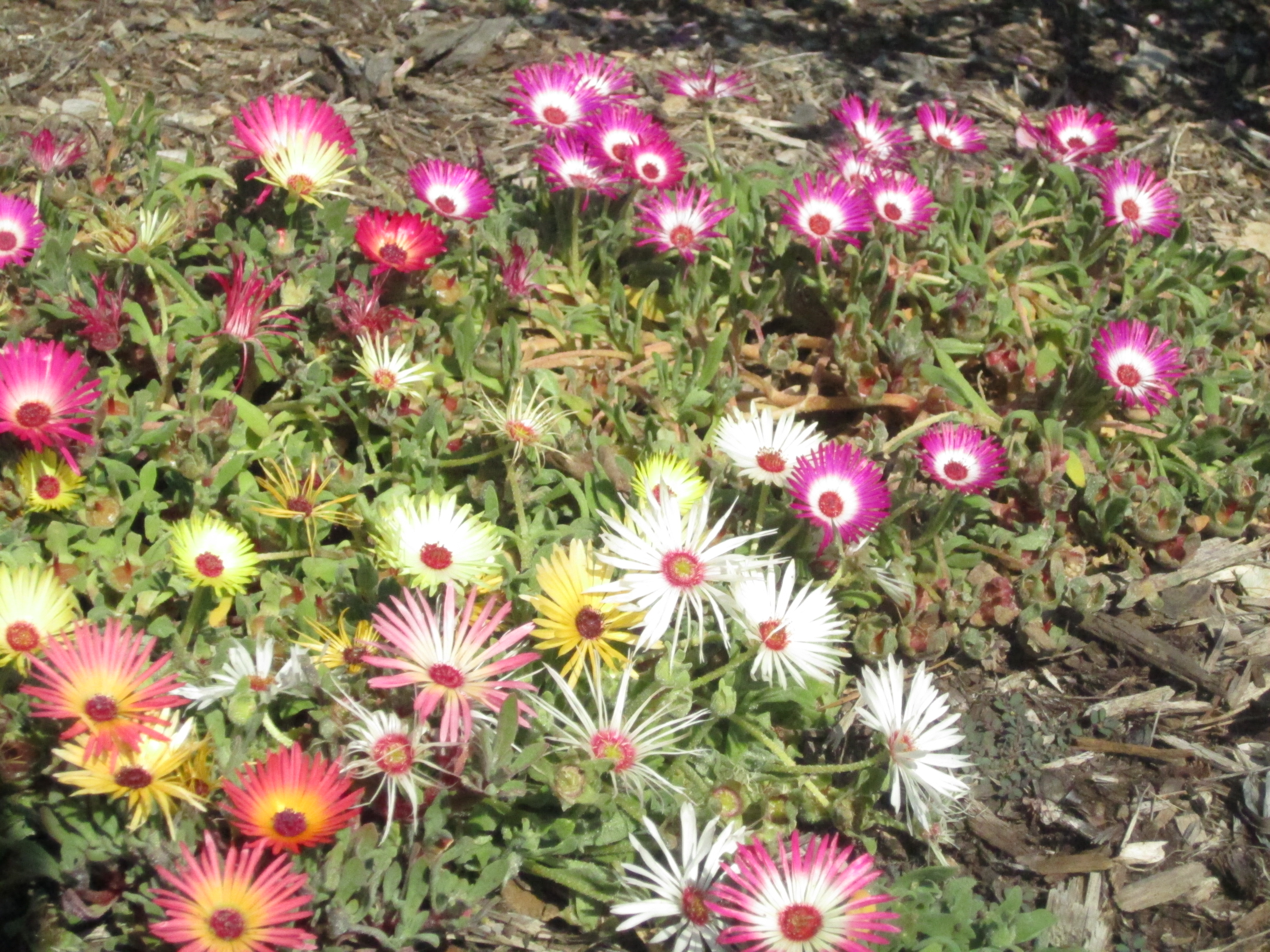
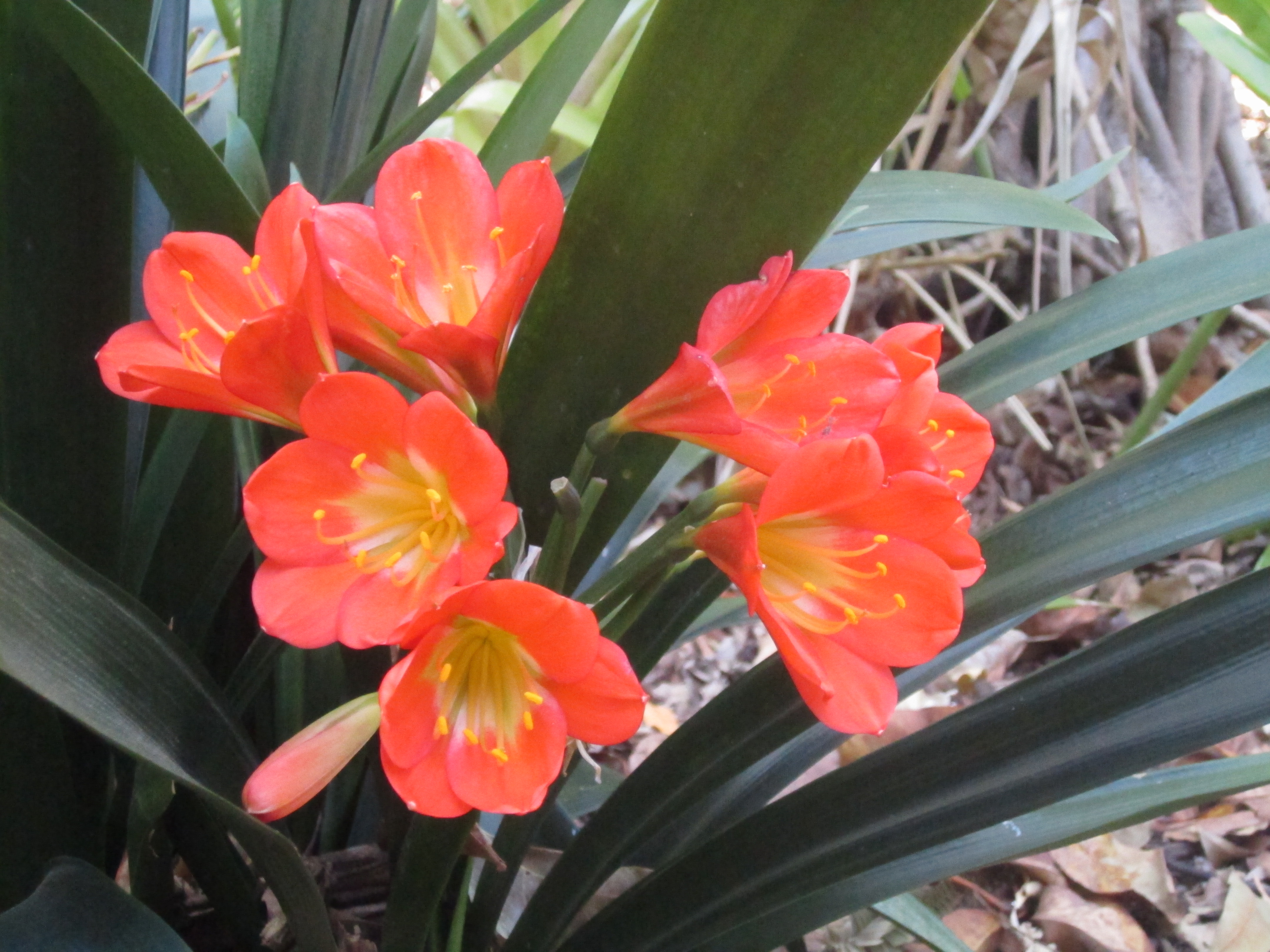
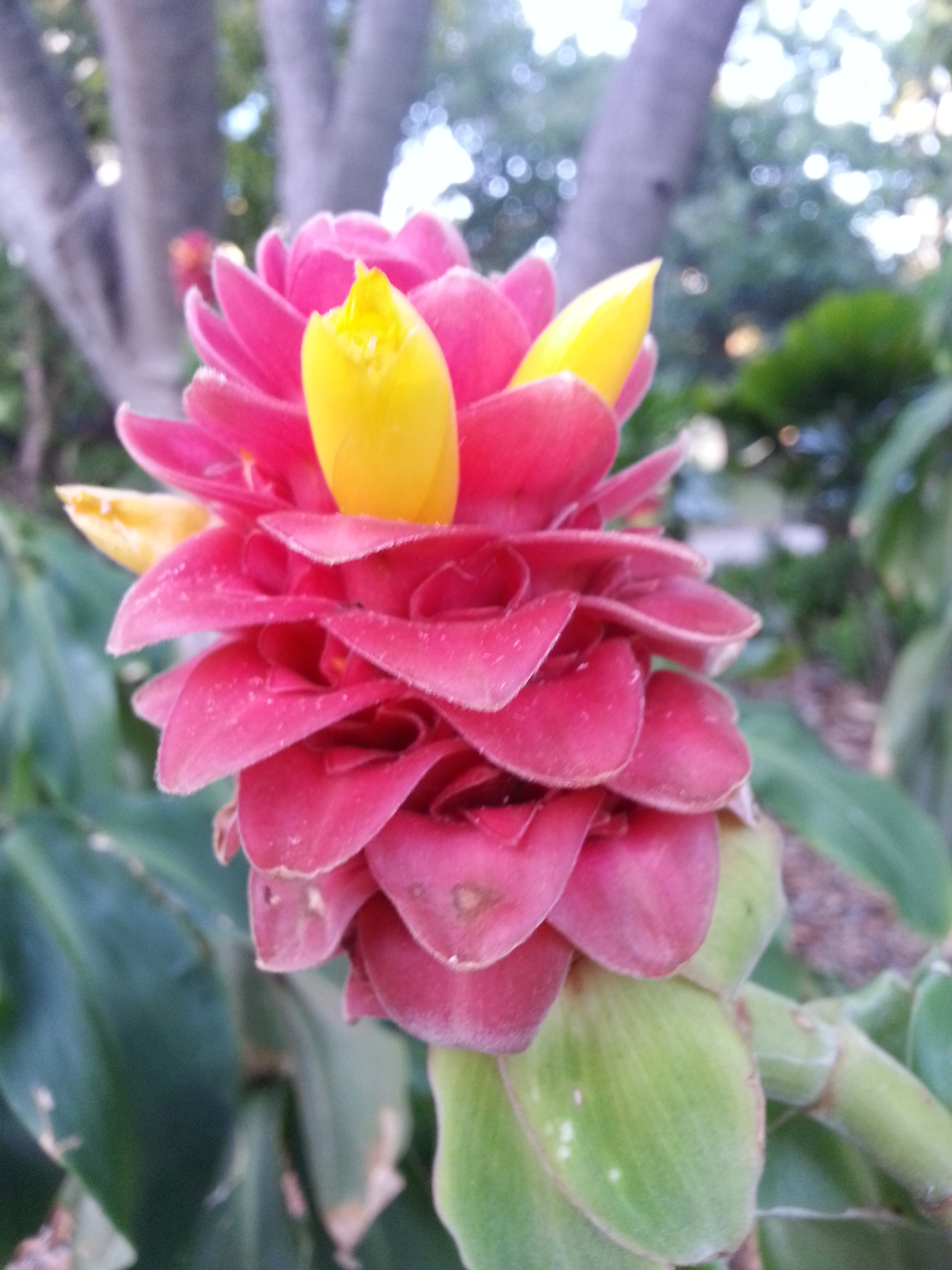
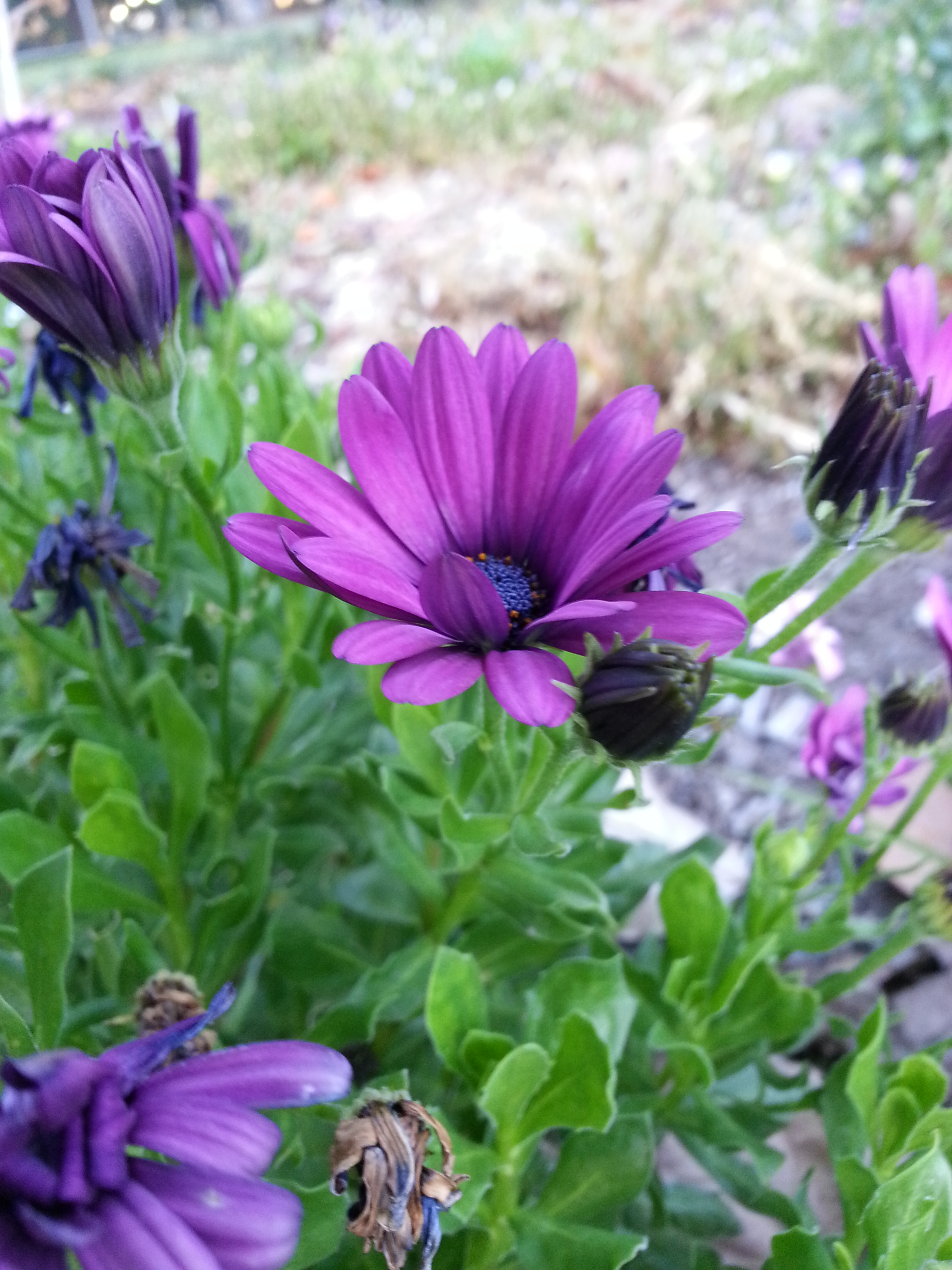